# منطقه کلان‌شهری دی موین
منطقه کلان‌شهری دی موین (انگلیسی: The Des Moines metropolitan area)، که به‌طور رسمی به عنوان منطقه آماری کلانشهری آیووا (MSA) شناخته می‌شود، در محل تلاقی رودخانه دی موین و رودخانه راکون قرار دارد. دی موین به عنوان پایتخت ایالت آیووا در ایالات متحده عمل می‌کند. منطقه مترو از شش شهرستان در مرکز آیووا تشکیل شده‌است: پولک، دالاس، وارن، مدیسون، گاتری و جاسپر. منطقه آماری ترکیبی دموین، آیووا – ایمز، آیووا – وست دس موینس، آیووا (CSA) شامل منطقه شهری مجزای ایمز (استوری کانتی) و نواحی خرد شهری جداگانه پلا (شهرستان ماریون)، بون (شهرستان بون) و اسکالوسا (شهرستان ماهااسکا) است. منطقه کلان‌شهری دی موین دارای خطوط مترو است که به سرعت در حال رشد می‌باشد.